# Lacônico (termas)
Lacônico (em latim: Laconicum; lit. "espartano") era o quarto de suor seco das termas romanas, contígua ao caldário. O nome foi dado por ser esta a única forma de banho quente que os espartanos admitiram.